# Armando Pérez
Armando Valentín Pérez (Buenos Aires, 12 de diciembre de 1943 - 17 de diciembre de 2024) fue un empresario y dirigente de fútbol argentino.
Como empresario, fue propietario de la empresa Tsu Cosméticos, que tuvo 150 000 revendedoras, comercializó productos bajo la licencia NBA y participó en producciones teatrales.

## Historia

### TSU Cosméticos
Fundada en 1975, Tsu Cosméticos se posicionó rápidamente como una empresa líder en la venta directa de productos de belleza en Argentina. Su catálogo incluía una amplia gama de cosméticos, maquillaje, fragancias y artículos para el hogar, todos a precios accesibles. La clave de su éxito residió en la construcción de una extensa red de revendedoras que abarcaba todo el territorio nacional.
El crecimiento de Tsu Cosméticos se sustentó en una estrategia de marketing basada en la venta directa y en la creación de una sólida red de revendedoras. La empresa buscaba "causar un fuerte impacto en el mercado" y "estar siempre con la gente". Para lograrlo, implementó campañas publicitarias en diversos medios y elaboró catálogos que exhibían la variedad y la calidad de sus productos
Armando Pérez, al frente de Tsu Cosméticos, se caracterizó por un estilo de liderazgo que algunos describen como autoritario y con tendencia a tomar decisiones unilaterales. Esta forma de gestión, si bien pudo haber contribuido al rápido crecimiento de la empresa en sus inicios, también habría generado tensiones con empleados y sindicatos, como se verá más adelante.
A pesar de su éxito inicial, Tsu Cosméticos comenzó a enfrentar dificultades financieras en los últimos años. En 2014, la empresa entró en concurso preventivo de acreedores y en 2018, cerró su planta de producción en Villa Lynch, en San Martín, provincia de Buenos Aires. Este cierre resultó en el despido de 150 trabajadores y sumió en la incertidumbre a miles de revendedoras en todo el país.
. Además, se denunció la falta de pago de salarios y aguinaldos durante meses. Los trabajadores, en su mayoría mujeres, se movilizaron en reiteradas ocasiones para reclamar sus derechos. Exigían el pago de salarios adeudados, aguinaldos y el bono de fin de año. La protesta se extendió durante meses, con un acampe en la puerta de la fábrica. Sin embargo, no obtuvieron respuestas satisfactorias por parte de la empresa ni del Sindicato de Trabajadores Perfumistas, que fue acusado de presionar a los trabajadores para que levantaran el acampe.
En 2023, procedió al cierre de su planta de distribución en el marco de la declaración de la quiebra de una de las sociedades del grupo. Más de 400 empleados denunciaron haber sido despedidos sin recibir la indemnización que les correspondía por ley. Mientras se declaraba en quiebra y se despedía a los empleados, surgieron denuncias de que la empresa estaba siendo vaciada. Según informes, Pérez contrató camiones para llevarse la mercadería y la maquinaria de la planta, valuada en más de 1.500.000.000 de pesos. 

### Dirigente de Belgrano
El 29 de junio de 2005, Pérez compró el 70% de las acciones de Córdoba Celeste S.A., entidad que se encontraba gerenciando al Club Atlético Belgrano de Córdoba desde 2002, haciéndose cargo del club a partir de ese momento. En ese primer período, inició el proceso de recuperación de la institución y permitió que revirtiera la mala situación económica cuando tenía pedido de quiebra, también se adquirió por concesión el predio de Villa Esquiú, que se convertiría en la cantera de la institución. A nivel deportivo, el equipo logró ascender en 2006 a la Primera División, tras vencer a Olimpo en la promoción, descendiendo tras un año a la Primera B Nacional en 2007; en 2008 disputaron una histórica promoción ante Racing, donde no lograron el ascenso; y en 2011, el club logró un histórico ascenso a Primera División, tras vencer a River Plate en la promoción, donde se mantendría los próximos ocho años.
En 2011, luego de levantada la quiebra del club y retirado el gerenciamento, es elegido presidente de Belgrano. En lo deportivo, en este período de su gestión, el club logró alcanzar el subcampeonato de Primera División, igualando en puntos con Racing, Colón y Vélez en el Torneo Apertura 2011, y con Newell's en el Torneo Inicial 2012; además se clasificó por primera vez a una copa internacional: la Copa Sudamericana 2013.
En la Asamblea de abril de 2014, fue nuevamente electo presidente de Belgrano mediante la lista Resurgir Celeste. En lo deportivo, en este período de su gestión, el club logró clasificarse a la Copa Sudamericana 2015 y 2016, logrando un histórico triunfo por 2 a 1 en Brasil ante Curitiba.

### Presidente de la AFA
El 18 de julio de 2016, Pérez fue elegido por la FIFA como presidente de la Comisión de Regularización de la Asociación del Fútbol Argentino, luego de la renuncia de Luis Segura al cargo de presidente de la institución y tras la intervención de la FIFA ante las irregularidades en la Asociación.
Durante su gestión, tuvo que lidiar con la huelga de Futbolistas Argentinos Agremiados, lo que llevó a la interrupción del campeonato de la Primera B Nacional durante el mes de febrero de 2017.
Finalmente, el 13 de marzo de 2017 se resolvió el llamado a Asamblea y a elecciones para el día 29, disolviéndose la Comisión el 31 de marzo. Entre las últimas resoluciones de su gestión, tras la disolución de Fútbol para Todos y la recuperación de los derechos de TV de la Primera División, le cedió dichos derechos a la alianza Fox-Turner por el plazo de cinco años.

### Años posteriores
Armando Pérez decidió presentarse como candidato a presidente del Club Belgrano en 2021. Para eso fundó la agrupación "Siempre Belgrano" y presentó su lista la cual encabezó y llevaba como Vicepresidentes a Jorge Orgáz (nieto de uno de los fundadores del club), Miguel Ángel Oyanharte y Miguel Laciar.
 El resultado fue Artime 5.004 y Pérez 3.110.
Falleció en Buenos Aires el 17 de diciembre de 2024, a la edad de 80 años, luego de atravesar problemas de salud.